# Dicranomyia (Dicranomyia) perturbata
Dicranomyia (Dicranomyia) perturbata is een tweevleugelige uit de familie steltmuggen (Limoniidae). De soort komt voor in het Australaziatisch gebied.